# Bulgaria en los Juegos Olímpicos de Turín 2006
Bulgaria estuvo representada en los Juegos Olímpicos de Turín 2006 por un total de 21 deportistas que compitieron en 8 deportes.  
La portadora de la bandera en la ceremonia de apertura fue la biatleta Ekaterina Dafovska.

## Medallistas
El equipo olímpico búlgaro obtuvo las siguientes medallas:
| Nombre             | Deporte                              | Competición |
| ------------------ | ------------------------------------ | ----------- |
| Oro                |                                      |             |
| —                  |                                      |             |
| Plata              |                                      |             |
| Evgueniya Radanova | Patinaje de velocidad en pista corta | 500 m F     |
| Bronce             |                                      |             |
| —                  |                                      |             |